# Odontocolon cilipes
Odontocolon cilipes är en stekelart som beskrevs av Henry Keith Townes, Jr. 1960. Odontocolon cilipes ingår i släktet Odontocolon och familjen brokparasitsteklar. Inga underarter finns listade i Catalogue of Life.